# Роберт Гартінг
Роберт Гартінг  (нім. Robert Harting, 18 жовтня 1984) — німецький легкоатлет, олімпійський чемпіон.

## Виступи на Олімпіадах

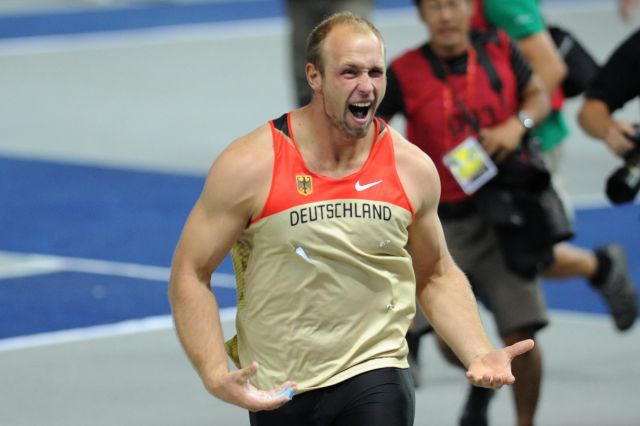
Чемпіонат світу з легкої атлетики 2009

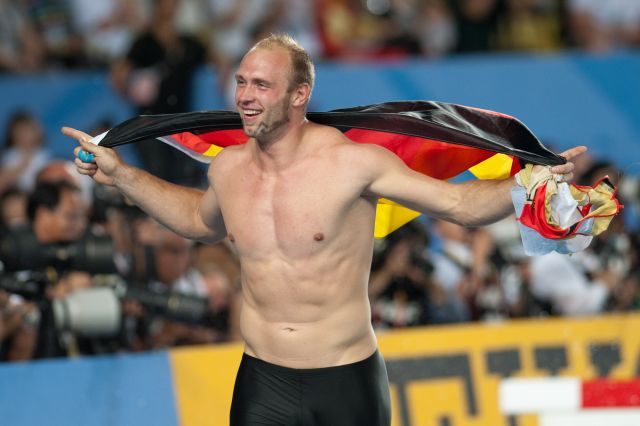
Чемпіонат світу з легкої атлетики 2011

| Олімпіада   | Дисципліна    | Місце  |
| ----------- | ------------- | ------ |
| Пекін 2008  | метання диска | 4      |
| Лондон 2012 | метання диска | 1      |
| Ріо 2016    | метання диска | 15 (q) |